# K'lông pút

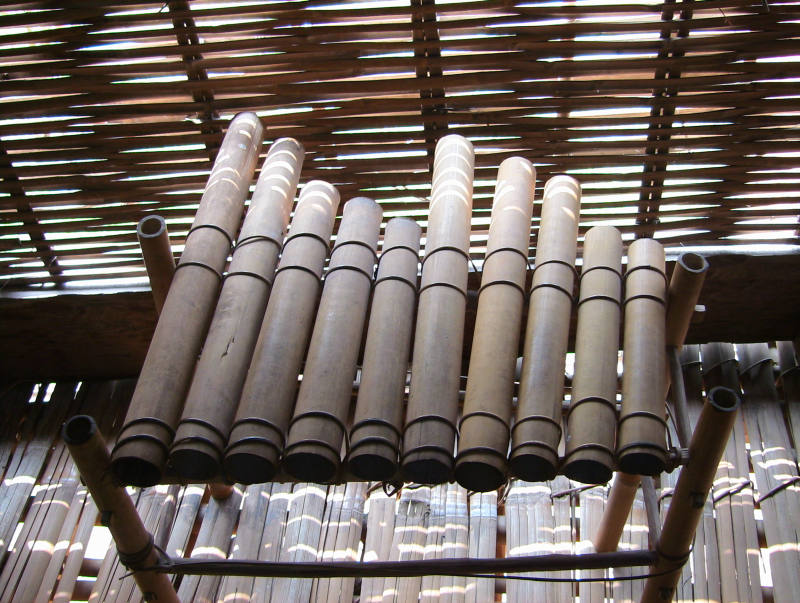
Một chiếc đàn K'lông pút của người Ba Na.

K'lông pút là nhạc cụ của một số dân tộc ở Tây Nguyên. Người Gia Rai gọi nó là Đinh pút, còn người Ba Na ở vùng An Khê gọi nhạc cụ này là Đinh pơl. Tuy nhiên cái tên K'lông pút đã trở nên quen thuộc với mọi người, dù ở trong hay ngoài nước.
Cách sử dụng K'lông pút khá lạ so với những nhạc cụ khác. Người ta để hai bàn tay gần đầu ống nứa rồi vỗ tay vào nhau khiến hơi tác động vào cột không khí của ống phát ra âm thanh, nghĩa là người sử dụng không cần chạm tay vào nhạc cụ.
K'lông pút là nhạc cụ do nữ giới sử dụng, thường được chơi trên nương rẫy vào mùa lúa. Người ta tin rằng những ống nứa, tre của k'lông pút có "họ hàng" với những ống tre, nứa đựng hạt giống, mà trong các ống đựng hạt thì có hồn của "Mẹ lúa" trú ngụ, do đó đánh k'lông pút trên nương rẫy hay trong những việc có liên quan đến lúa thóc "mẹ lúa" sẽ giúp cho công việc tốt đẹp. K'lông pút dân gian có từ 2 đến 5 ống nứa rỗng loại lớn, dài ngắn khác nhau. Ống ngắn nhất từ 60 đến 70 cm, ống dài nhất từ 110 đến 120 cm. Đường kính ống từ 5 đến 8 cm. Những ống này xếp thanh một hàng trên giá, các đầu ống xếp bằng nhau ở một bên, còn bên kia có đường xéo vì xếp theo thứ tự từ ống ngắn nhất đến ống dài nhất.
K’lông pút có âm sắc độc đáo, vừa có tính chất âm hơi lẫn âm vỗ. Nó diễn đạt tình cảm mênh mông khoáng đạt hay xa xăm, huyền bí.
K’lông pút dân gian có âm vực từ nốt đô của khóa fa đến nốt sol của khóa sol. Về sau để diễn tốt hơn một số nghệ nhân cải tiến K’lông pút bằng cách thêm một số ống bổ sung, sắp xếp thành hàng trên những ống của loại K’lông pút bình thường, hoặc xen kẽ mới những ống cũ. Do đó loại cải tiến có âm vực từ 2 quãng tám trở lên, tính từ nốt sol của khóa fa đến nốt sol của khóa sol. Loại này có đủ các âm và nửa âm trong 2 quãng tám.
Có hai cách chính để chơi K’lông pút:
- Các ống nằm ngang trên một tản đán hoặc gác lên hai thân cây, làm sao để vừa tầm cúi của người sử dụng. Cô gái khum 2 bàn tay trước miệng ống cách khoảng 10 cm rồi vỗ hơi bàn tay vào nhau để luồng hơi phát ra lùa vào miệng ống, làm chuyển động cột không khí bên trong phát ra âm thanh.
- Có hai cô gái cùng sử dụng nhạc cụ này. Một cô giá có nhiệm vụ chơi một số ống. Họ chơi những bài nhạc hai bè hoặc một bè nền kéo dài trong lúc bè kia chạy giai điệu.